# Bedenica
Bedenica  è un comune della Croazia di 1 522 abitanti della Regione di Zagabria.